# 雷保護システム普及協会
雷保護システム普及協会（かみなりほごシステムふきゅうきょうかい、英称：Lightning Protection System Research Association、略称：LPSRA）は、建築物等に設置する避雷針等の雷保護設備等について、関係者（生産者、使用者、販売者、学識経験者等）が、関係機関等と連携し、情報を交換しながら、調査・研究を実施し、その成果を基にした雷保護設備等の定期的な検査や保守点検の実施等を促進し、建築物や設備機器等国民の生命や財産を雷撃から守ることを目的として、2003年11月に設立した特定非営利活動法人である。